# 海南金星蕨
海南金星蕨（学名：Parathelypteris subimmersa）为金星蕨科金星蕨属下的一个种。
英国蕨类植物学家R.E.Holtum归为大金星蕨属，《中国植物志》则归为金星蕨属。